# Симона
Симона (на гръцки: Σιμώνας, Симонас, катаревуса Σιμών, Симон) е село в Гърция, Егейска Македония, в дем Долна Джумая (Ираклия), област Централна Македония с 80 жители (2001).

## География
Селото е разположено в Сярското поле северозападно от град Сяр (Серес) и западно от демовия център Долна Джумая (Ираклия), близо до източния бряг на Бутковското езеро (Керкини).

## История
Според Йордан Н. Иванов името е по личното име Симон от ивритското שמעון.